# ISO 3166-2:AS
ISO 3166-2:AS este o secțiune a ISO 3166-2, parte a standardului ISO 3166, publicat de Organizația Internațională de Standardizare (ISO), care definește codurile pentru subdiviziunile statului Samoa Americană (a cărui cod ISO 3166-1 alpha-2 este AS).
În prezent nicio subdiviziune nu are alocat un cod. 